# Toni Boltini

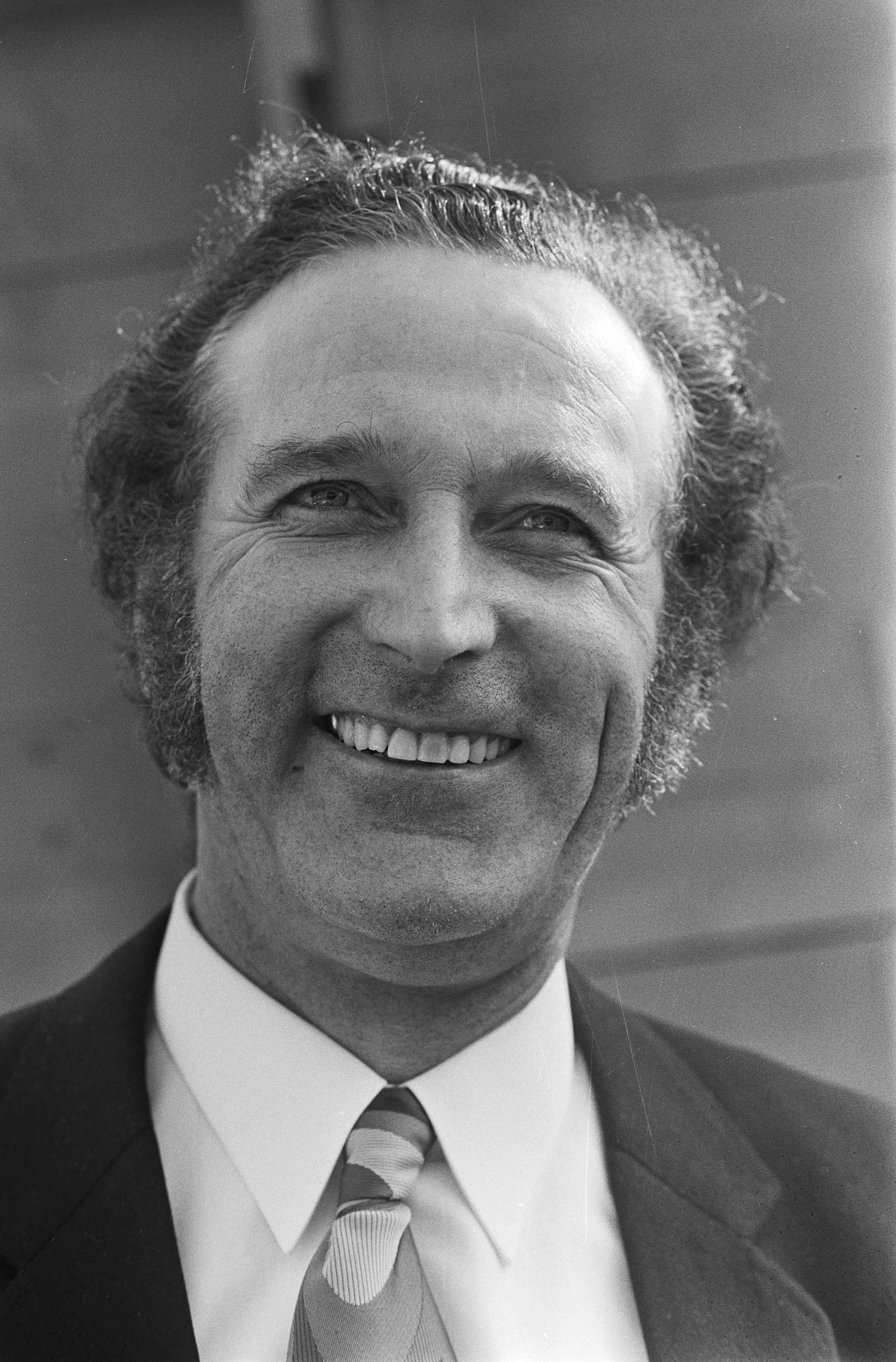
Toni Boltini in 1971

Toni Boltini (Eindhoven, 22 februari 1920 – Blaricum, 24 december 2003) was een Nederlandse circusdirecteur.

## Biografie
Boltini werd in 1920 te Eindhoven in het voormalige Woensel geboren als Wilhelm Marinus Antonius Akkerman. Zijn vader, Johannes Hendricus Gerardus (Johan) Akkerman (1892-1973) had als Johan Boltini een reizend variété-theater. Toen tijdens de Tweede Wereldoorlog theaters werden verboden, vormde senior het theater om tot een circus-variété, omdat circussen niet waren toegestaan, maar circus-variétés wel. Boltini's vader was een fanatieke aanhanger van de nazi's. Ook de moeder van Johan Akkerman, Gesina Akkerman (1866-1940), was directrice van een reizend variété-theater. Johan werd geboren uit een relatie van haar met Johannes Andreas Wilhelm Bolten (1862-1920) die als goochelaar optrad onder de naam Professor Boltini.)
Aanvankelijk zat Boltini bij de SS. In 1942 werd hij echter antinazi. Voor straf kreeg hij toen zes maanden werkkamp. Na zijn vrijlating sloot Boltini zich aan bij het verzet en redde hij de Sintifamilie van Tata Mirando, die met zijn familie het circus-variété-orkest vormde. Na de Tweede Wereldoorlog trad Boltini in het huwelijk met De Gilde. Hij bouwde het circus-variété van zijn vader uit tot circus Boltini, een van de grootste circussen van Europa.
In 1967 was Boltini als co-producent betrokken bij de zwart-wit speelfilm Adieu Filippi van de Belgische regisseur Rik Kuypers, over een verliefde clown. De film werd grotendeels in zijn circus opgenomen, maar is wegens financiële problemen nimmer voltooid.
Boltini was tweemaal gehuwd. Uit zijn eerste huwelijk met Dicky Boltini (1932-2015) had hij twee dochters die ook in het circus terechtkwamen; uit het tweede een zoon. Met zijn dochters uit zijn eerste huwelijk heeft hij juridisch veel problemen gehad. 
Hij verkocht Circus Boltini in 1980, en vestigde zich in Naarden als eigenaar/exploitant van speelpark Oud Valkeveen, maar het circus bleef trekken en in 1995 ging hij toch nog een keer met een Italiaans circus op tournee.

## Overlijden
Na een lang ziekbed overleed op 24 december 2003 de 83-jarige Boltini in een ziekenhuis in Blaricum. Op 30 december werd hij in een witte kist begraven te Nieuw-Valkeveen. De violist Nello Mirando speelde op het door velen bezochte afscheid in Hilversum, dat plaatsvond in de tent van het Staatscircus van Moskou van Boltini's neef Hans Martens.